# 주케이
주케이(Juqueí)는 브라질 상파울루주에 위치한 상세바스티앙(São Sebastião)시의 해변이다. 이 지역은 흰 모래와 푸른 산, 투명한 바다와 같은 자연 환경을 갖추고 있으며 Pescado a Cambucu와 같은 전통 요리를 먹을 수 있는 곳으로도 잘 알려져 있다.